# Balatonfüredi Színház
A Balatonfüredi Színház Kisfaludy Sándor javaslatára épült közadakozásból, 1830–31-ben. 1831. július 2-án nyílt meg, Kisfaludy Magyar hölgy című darabjával. Ez volt az ország harmadikként épült magyar nyelvű kőszínháza a kolozsvári és a miskolci után.
1868-ig működött, ekkor műszaki állapota miatt bezárták, 1878-ban lebontották. Helyén építették fel a Gyógytermet. A megmaradt 6 dór oszlopot – melyeket a keszthelyi kőfaragó Kugler Mihály készített 1835-ben – a Kiserdőben állították fel. Emlékére évente megrendezik július elején a színházi (kőszínházi) napokat.
A hat oszlopot azért a Kiserdőben helyezték el, a teniszpályáknál, mert itt állt az 1841-ben már felépült nyári színház, amelyet szintén elbontottak (a bontást 1934. június 23-án kezdték meg). Helyére először parkot és játszóteret terveztek, de Forintos László szolgabíró kezdeményezésére 4 teniszpályát alakítottak ki, amelyeket 1935. június 27-én avattak fel.
1961. július 3-án az egykori nyári színkör helyén, a teniszpályáknál felavatták a kőszínházra emlékező márványtáblát. A színház bejárati oszlopait még 1958-ban állították fel itt. Az ünnepség részeként a SZOT-szanatórium dísztermében leleplezték Gábor Móricz Kisfaludy Sándort ábrázoló festményét, és a Nemzeti Színház művészei előadták Németh László A két Bolyai című drámáját.

„Az egész fürdő fiatal telep még; a park sem régi, a sétány még ujabb, melly körül magas vendégházak emelkedtek minden oldalról; sétány közepén áll a savanyuvizes kút; a park elején a nemzeti szinház, egy födött épület, melly közköltségen épült; homlokzatán e szép felírással: „hazafiság a nemzetiségnek," beljebb az erdőben a tágas nyári színkör, mellyben derült estéken szabad ég alatt tartja egy-egy legjobb vidéki szintársulat előadásait. — Azért beszélek legelőször is a szinházakról, mert a szinház tesz tanúbizonyságot egy-egy vidék miveltsége felől. Vannak nagy alföldi városaink, mikben még egy szinkör, vagy rögtönzött pajta sem hirdeti a nemzeti költészet és művészet igéit; mig sok dunántuli kis városka versenyez műizlés és pártolás tekintetében Pesttel. Íme Fürednek két szinháza is van; mind kettő csinos, jó izlésű.”

– A magyar Tempevölgy. Regényes tájleirás Jókai Mórtól. Vasárnapi Ujság, 1858. május 2.

## Galéria

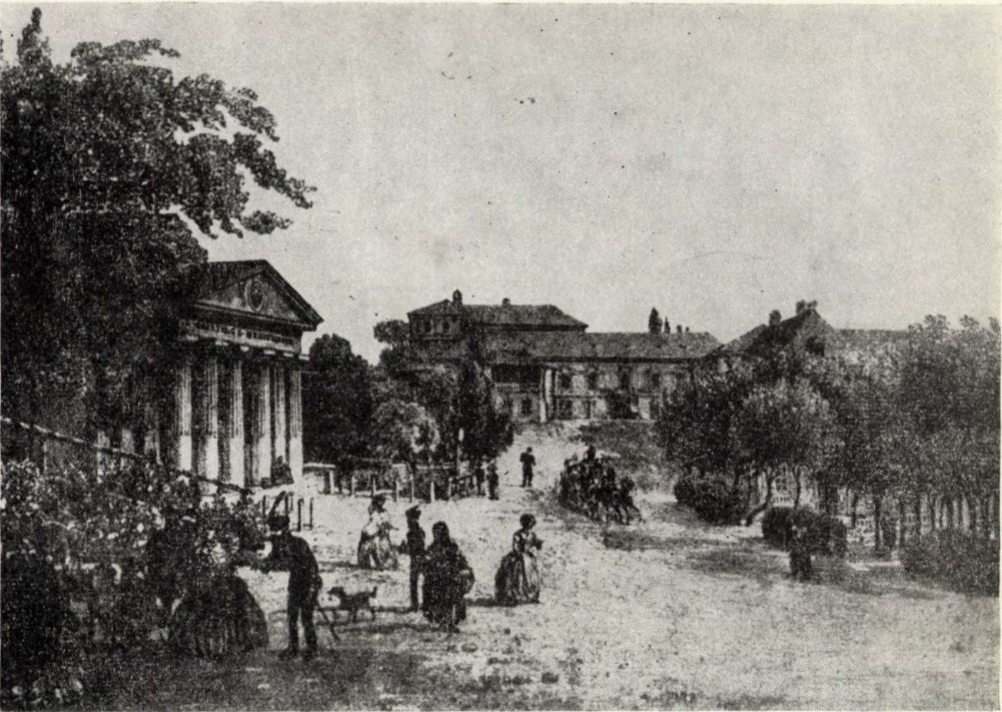
Libay Károly Lajos metszete 1850 körül. Baloldalt a színház, háttérben az Eszterházy-vendéglő.
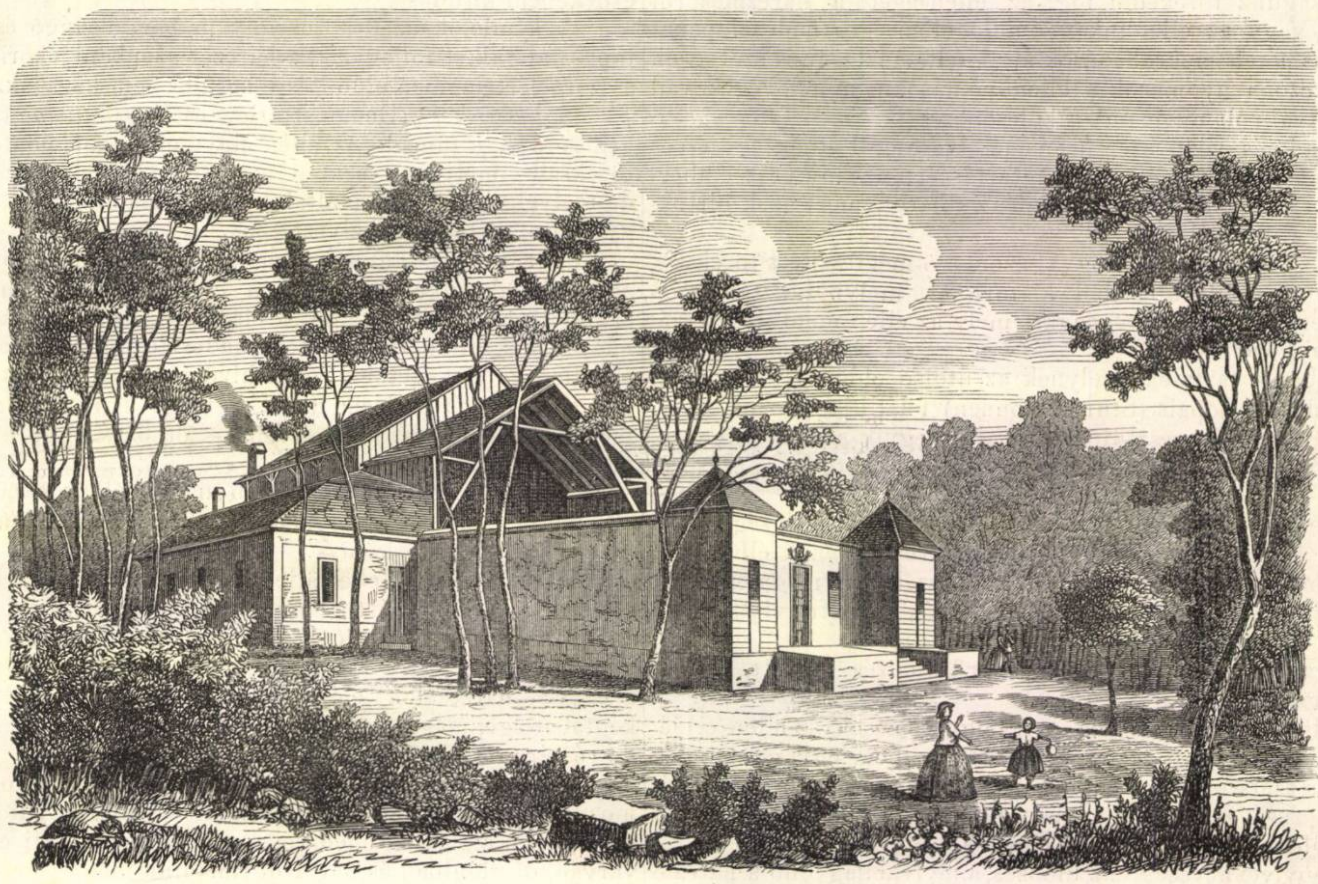
Az 1841-ben épült nyári színház
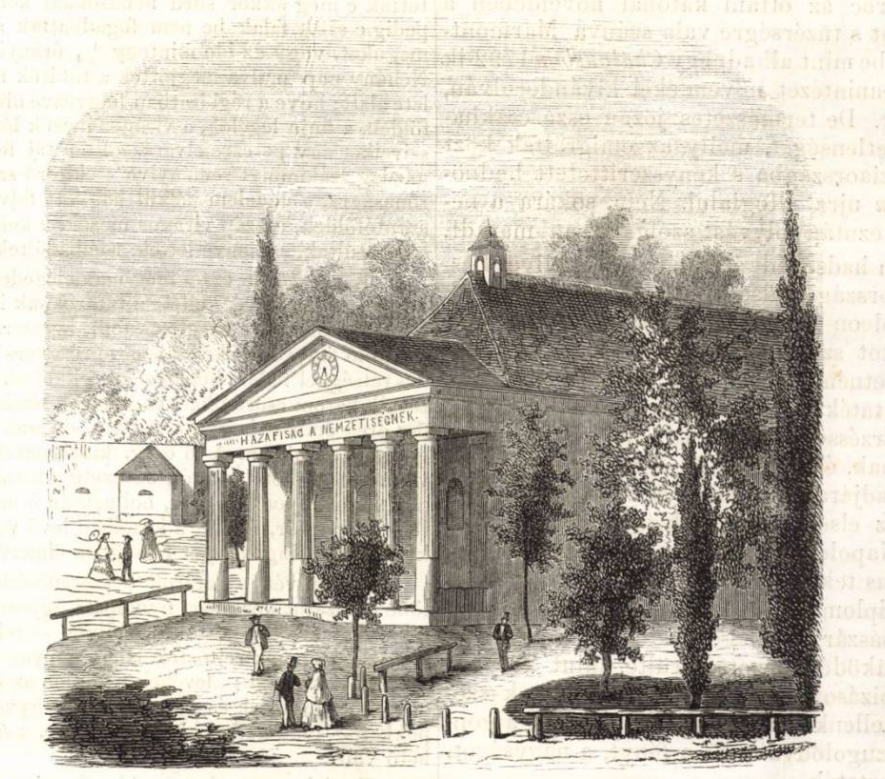
A színház
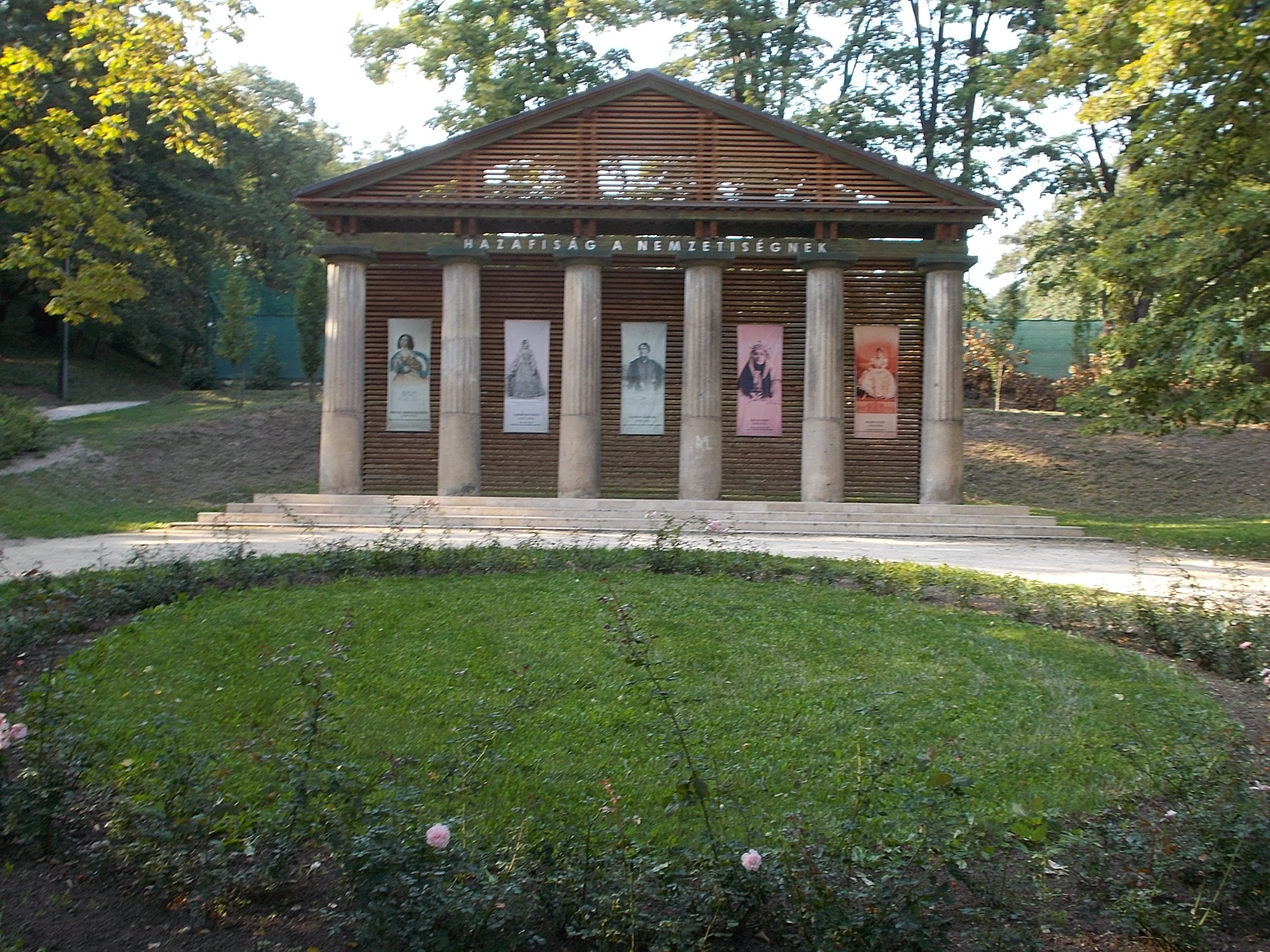
A megmaradt hat oszlopból 2015-ben kialakított emlékmű